# Ignacy Roliński
Ignacy Roliński ps. „Żegota” (ur. 18 lipca 1885 w Praszce, zm. 15 kwietnia 1957 w Łodzi) – nauczyciel (matematyk), dyrektor Prywatnego Gimnazjum Aleksego Zimowskiego w Łodzi, po wojnie wykładowca Państwowej Wyższej Szkoły Pedagogicznej w Łodzi i Uniwersytetu Łódzkiego.

## Życiorys

### Nauka, studia i praca zawodowa
Pochodził z ubogiej rodziny. W 1903 ukończył w Łodzi Wyższą Szkołę Rzemieślniczą (wbrew nazwie była to średnia szkoła zawodowa) i wyjechał na studia. Studiował kolejno w Getyndze, Paryżu, Wiedniu, Berlinie, Lwowie i Krakowie (gdzie w latach 1912–1914 na Uniwersytecie Jagiellońskim uczęszczał na wykłady Stanisława Zaremby, Augusta Witkowskiego, Kazimierza Morawskiego). Równocześnie pracował dorywczo, aby uzyskać pieniądze na pokrycie kosztów studiów.
W 1914 wrócił w rodzinne strony i rozpoczął pracę nauczycielską, w 1915 został kierownikiem szkoły powszechnej w Piątku w pow. łęczyckim. W 1919 przeniósł się do Łodzi i rozpoczął pracę w prywatnym gimnazjum męskim Kazimierza Tomaszewskiego, początkowo jako nauczyciel matematyki, następnie zastępca dyrektora, a od 1922 dyrektora. Pracował na tym stanowisku aż do upaństwowienia szkoły w 1929, powstało wtedy Państwowe Gimnazjum im. Pierwszego Prezydenta Rzeczypospolitej Gabriela Narutowicza. W 1924 uzyskał dyplom nauczyciela szkół średnich.
W latach 1923–1927 równocześnie uczył matematyki w Instytucie Nauczycielskim Łódzkiego Koła Towarzystwa Nauczycieli Szkół Średnich i Wyższych. Koło powstało w 1919 i wraz z Kazimierzem Tomaszewskim byli od początku członkami zarządu Koła. „Towarzystwo (...) stawiało sobie za cel doskonalenie i rozwijanie sił nauczycielskich pod względem obywatelskim, pedagogicznym i naukowym, obronę interesów i godności stanu nauczycielskiego, wzajemną pomoc koleżeńską oraz zapewnienie wpływu na rozwój szkolnictwa średniego i wyższego. (…) Był również inicjatorem wykorzystywania w pracy szkolnej form samorządowych w celu wykształcenia u uczniów samodzielności w myśleniu i działaniu, zaradności organizacyjnej oraz poczucia odpowiedzialności. Widział możliwości osiągnięcia określonych cech i postaw społecznych przez współżycie zespołowe, gdy klasa zaczyna przypominać rodzinę, a szkoła gminę. Swoimi doświadczeniami w tych działaniach wychowawczych podzielił się z dyrektorami innych średnich szkół ogólnokształcących wygłaszając w 1925 roku odczyt podczas specjalnej konferencji”.
W latach 1926–1939 prowadził seminarium z logiki i dydaktyki ogólnej dla początkujących nauczycieli, także kierował ośrodkiem naukowo-dydaktycznym przy Bibliotece Pedagogicznej. W 1929 został dyrektorem męskiego gimnazjum i liceum Aleksego Zimowskiego, które zreorganizował i podniósł w nim poziom nauczania. „Dobrą i zasłużoną opinią cieszyło się gimnazjum Aleksego Zimowskiego. Dyrektorem tej szkoły był późniejszy profesor Uniwersytetu Łódzkiego Ignacy Roliński – piękna i lubiana przez wychowanków postać”. W latach 1938–1939 także wykładał matematykę w Pedagogium. W 1937 mieszkał przy ul. Śródmiejskiej (obecnie ul. płk dr. Stanisława Więckowskiego) 57.
Po wybuchu II wojny światowej w ramach prześladowań polskiej inteligencji przez Niemców, został wraz z rodziną umieszczony w grudniu 1939 w obozie przesiedleńczym w Radogoszczu, a następnie wywieziony do Krosna. Tam w latach 1940–1942 uczył na dwuletnich zawodowych kursach przygotowawczych, a w latach 1942–1944 w Publicznej Szkole Zawodowej.
Równocześnie prowadził tajne nauczanie w zakresie szkoły średniej oraz był członkiem tajnej powiatowej komisji egzaminacyjnej (używał pseudonimu „Żegota”) – przeprowadzał egzaminy z fizyki, chemii i biologii.
W 1945 wrócił do Łodzi i do 1949 uczył matematyki na kursie przygotowawczym do wyższych uczelni przy Politechnice Łódzkiej. Od 1947 był zastępcą profesora w Państwowej Wyższej Szkole Pedagogicznej w Łodzi, a następnie dziekanem Wydziału Matematyki, Fizyki i Chemii tej uczelni (zmieniła ona w 1952 nazwę na Wyższa Szkoła Pedagogiczna w Łodzi, choć pozostała uczelnią państwową) do września 1956. W roku akademickim 1951–1952 prowadził równocześnie na Uniwersytecie Łódzkim wykłady zlecone z historii odkryć matematycznych.
Od 1 października 1956, po włączeniu Wyższej Szkoły Pedagogicznej do Uniwersytetu Łódzkiego był zastępcą profesora i prowadził wykłady oraz seminarium na kierunku matematycznym, a także zajęcia studiach zaocznych.

### Działalność w Łódzkim Towarzystwie Naukowym
W 1936 należał do założycieli Towarzystwa Przyjaciół Nauk w Łodzi, w latach 1937–1939 był wiceprezesem zarządu, na pierwszym walnym zgromadzeniu Towarzystwa 4 grudnia 1938 wygłosił odczyt Stara i nowa logika, opublikowany w sprawozdaniu „Towarzystwo Przyjaciół Nauk w Łodzi 19 listopada 1936 – 31 marca 1939” Łódź 1939. Po przekształceniu w 1946 Towarzystwa Przyjaciół Nauk w Łódzkie Towarzystwo Naukowe został członkiem korespondentem Wydziału Nauk Matematyczno-Przyrodniczych.

### Działalność publicystyczna
Przełożył z języka niemieckiego Kowalewski G. Zasady rachunku różniczkowego i całkowego, Warszawa 1923, które odtąd służyły studentom jako podręcznik analizy matematycznej. Napisał i opublikował w Łodzi w 1951 r. skrypt Wstęp do analizy. Wiadomości z arytmetyki teoretycznej. Napisał artykuł Prosty dowód twierdzenia o średniej arytmetycznej i średniej geometrycznej („Matematyka” R. 1:1949 z. 1). Przed wojną napisał przedmowę do książki Franciszka Paprockiego Piątek. Rzut oka na przeszłość miasta i jego stan obecny, Piątek 1937. W 1929 na konferencji dyrektorów szkół wygłosił referat Zadania wychowawcze szkoły średniej w świetle filozofii i życia opublikowany w Księdze pamiątkowej aktualnych zagadnień szkolnictwa średniego, Łódź 1925. Od 1924 należał do stałych współpracowników miesięcznika „Szkoła i Nauczyciel”, a od 1928 wchodził w skład komitetu redakcyjnego miesięcznika „Współpraca Wychowawcza Domu ze Szkołą”, adresowanego głównie do rodziców i opiekunów. „Artykuł wstępny jego autorstwa O konieczności współdziałania domu i szkoły zamieszczony w pierwszym numerze tego pisma ze stycznia 1928 roku dobitnie wskazywał na korzyści płynące ze współpracy rodziców i nauczycieli”.

### Śmierć i miejsce spoczynku
Pochowany na cmentarzu na Radogoszczu przy ul. Zgierskiej 141 w Łodzi. Trumnę z kościoła pw. NSJ przy ul. Skarbowej 4 na cmentarz nieśli na ramionach jego studenci. Był żonaty z Antoniną Sylwiną z Tomczaków (ur. 1887), nauczycielką szkół średnich, siostrą Józefa Tomczaka, posła na Sejm z ramienia Związku Ludowo-Narodowego i biskupa Kazimierza Tomczaka. Mieli córkę Jadwigę, która przekazała do Muzeum Oświaty Łódzkiej kilka pamiątek po Ojcu.

## Ordery i odznaczenia
- Złoty Krzyż Zasługi (9 listopada 1932)[8]